# Ivana Štětkářová
Ivana Štětkářová (* 11. března 1963 Praha) je česká lékařka specializující se v oboru neurologie a univerzitní profesorka.
V roce 2011 se stala přednostkou Neurologické kliniky 3. lékařské fakulty Univerzity Karlovy a Fakultní nemocnice Královské Vinohrady.
Ve vědecko-výzkumné činnosti se zabývá zejména problematikou spasticity, neurorehabilitace a neurofyziologie. Od roku 2004 prosazuje projekt léčby těžké spasticity intratekálním baklofenem. Podílí se také na projektech s míšním poraněním, cévní mozkovou příhodou, problematikou léčby roztroušené sklerózy a neuromuskulárních chorob.

## Profesní kariéra
V roce 1987 promovala summa cum laude na Lékařské fakultě hygienické UK v Praze a získala cenu ministra školství za mimořádné studijní výsledky. Následovala interní aspirantura ve Státním zdravotním ústavu v Praze ve výzkumné skupině průmyslové neurologie a neurotoxikologie.
V letech 1988 až 1991 pracovala na Neurologické klinice Thomayerovy nemocnice v Praze-Krči a jako asistentka ILF. V roce 1993 obhájila kandidátskou práci pod vedením docenta Edgara Lukáše na téma „Somatosensorické evokované potenciály u osob exponovaných organickým rozpustidlům“. V letech 1995–2011 pracovala na neurologickém oddělení Nemocnice Na Homolce v Praze.
Od roku 2000 přednáší na Neurologické klinice 3. LF UK a FNKV v Praze. V roce 2003 obhájila práci „Mícha a její funkce v klinické neurofyziologii“ a byla jmenována docentkou neurologie. V roce 2011 byla jmenována přednostkou Neurologické kliniky 3. LF UK a FNKV a stala se vedoucí Centra pro komplexní léčbu spasticity a vedoucí Centra pro léčbu roztroušené sklerózy. V roce 2016 byla jmenována profesorkou v oboru neurologie. V roce 2019 byla předsedkyní Českého a slovenského neurologického sjezdu. V roce 2023 jí byla udělena stříbrná medaile za významné dílo v oboru neurologie a dlouholetou vědeckou a pedagogickou činnost na Univerzitě Karlově. V roce 2025 jí Nadace Českého literárního fondu a Nadání Josefa, Marie a Zdenky Hlávkových udělily Cenu Josefa Hlávky za vědeckou literaturu (monografie Spinální neurologie).

### Zahraniční stáže a stipendia
- 1992 – stipendium na roční postdoktorální pobyt Fellow na Baylor College of Medicine, Houston, Texas, USA. Byla u zrodu využití metody magnetické stimulace ve výzkumu a praxi.
- 1995 – Schulthess Klinik, Curych, Švýcarsko, na téma neurofyziologie u spinálních lézí
- 1997 – Neurologische Klinik, Freiburg, Německo, na téma spinální reflexy
- 1998 – Neurologische Klinik, Innsbruck, Rakousko, na téma spinální inhibiční mechanismus
- 1999 – Methodist Rehabilitation Center, Jackson, Mississippi, USA, na téma spinální inhibiční mechanismus
- 2001 – Neurologie, Krankenhaus in Hochzirl, Rakousko, na téma botulotoxin a spasticita
- 2009 – Methodist Rehabilitation Center, Jackson, Mississippi, USA, na téma léčba spasticity intratekálním baklofenem

## Členství v odborných společnostech a publikace
- Česká neurologická společnost
- Česká společnost pro míšní léze (členka výboru)
- Česká neuromodulační společnost (členka výboru)
- Česká neurofyziologická společnost (revizní komise)
- Česká spondylochirurgická společnost
- International Society for Restorative Neurology and Human Neurobiology
- International Neuromodulation Society
- Eurospine

Je členkou akreditační komise Ministerstva zdravotnictví České republiky pro obor neurologie, působí v komisi oborové rady Neurověd pro doktorské studium UK v Praze a Plzni, je členkou komise pro udílení odbornosti z evokovaných potenciálů a EMG.
Působí jako členka zahraničních odborných společností (International Society for Restorative Neurology and Human Neurobiology, International Neuromodulation Society, Eurospine, European Academy of Neurology – panel Neurophysiology). Zasedá ve výboru České
neurofyziologické společnosti a České společnosti pro míšní léze, a jako členka České
spondylochirurgické společnosti.
Přednesla více než 250 přednášek, z toho řadu v zahraničí. Stala se autorkou či spoluautorkou více než 110 publikací, u poloviny v zahraničních časopisech. Je autorkou monografie Spasticita a její léčba (2012), která získala ocenění za nejlepší knihu České neurologické společnosti za rok 2012. Přispěla do knih s problematikou chronické bolesti, cervikální myelopatie a neurofyziologie.
V roce 2015 vydala jako hlavní autorka a editorka s kolektivem autorů prakticky zaměřenou publikaci Moderní farmakoterapie v neurologii, která byla vyhodnocena Českou neurologickou společností jako nejlepší monografie roku 2015. V roce 2017 vyšlo aktualizované a upravené druhé vydání, v roce 2021 třetí, a roku 2024 vydání čtvrté.
Společně s Edvardem Ehlerem, Petrem Ridzoněm a kolektivem autorů vydala v roce 2019 publikaci Neuromuskulární choroby v kazuistikách.
Vytvořila nový koncept spinální neurologie, zaměřený na onemocnění míchy, páteře a přilehlých struktur (trauma, nádor, zánět, ischemie a další). Myšlenka se ujala a termín se již běžně v medicíně používá. V roce 2019 vydala jako editorka s kolektivem autorů a hlavní autorka dosud v literatuře ojedinělou monografii Spinální neurologie, která byla představena na Českém a slovenském neurologickém sjezdu. Archivováno 13. 6. 2020 na Wayback Machine. V roce 2024 bylo vydáno druhé aktualizované a rozšířené vydání této monografie.
Společně s prof. Petrem Widimským je editorkou a hlavní spoluautorkou v našem odborném písemnictví ojedinělé monografie Neurokardiologie.
V roce 2022 se stala hlavní autorkou a editorkou zcela nového pojetí souboru kazuistik z reálné neurologické praxe Bolesti hlavy v kazuistikách.
Pracuje také jako recenzentka v českých i zahraničních časopisech (např. European Spine Journal, Spinal Cord, Neuromodulation).

## Soukromý život
Jejím dědem byl prof. MUDr. Jaroslav Teisinger, DrSc. (1902–1985), zakladatel českého pracovního lékařství, který vybudoval první Kliniku nemocí z povolání a první Ústav pracovního lékařství v Československé republice.
Je také vnučkou spisovatele Františka Peigera a neteří rentgenologa Pavla Teisingera a Zdenky Teisingerové (mj. Človíčkova dobrodružství, Praha: Albatros 2009; O Človíčkovi), respektive neteří akademické malířky, sochařky, grafičky a výtvarnice, prof. Adély Matasové. Její vzdálenější pratetou byla hudební pedagožka a houslistka Regina Řeháková (1892–1953).
Pratetou byla spisovatelka Fan Vavřincová (1917–2012), autorka televizních scénářů. Prapředek Václav Teisinger vybudoval v Praze zahradu Kanálka a podporoval domácí diletantské divadlo. Z rodu Teisingerů pocházela i manželka Josefa Mockera, českého architekta a restaurátora. K vzdálenějšímu příbuzenstvu patří také Jindřich Teisinger (1867-1942), c.k. generál, numizmatik a malíř.
V minulosti byla členkou hudebních seskupení zabývajících se středověkou a barokní hudbou: Musica Kvinta Essentia, Kvinterna a Vaganti (nyní Vagantes). Věnuje se též zájmové výtvarné a literární činnosti. Po účasti na několika společných výstavách vydala u příležitosti druhé samostatné výstavy knihu poezie doprovázené obrazy. V roce 2016 vydala druhou básnickou sbírku, doplněnou vlastními grafikami a perokresbami. Na sklonku roku 2018 vydala třetí sbírku poezie s vlastními fotografiemi. Před Vánoci roku 2021 vydala svou čtvrtou básnickou sbírku, opět s vlastními ilustracemi. V roce 2024 vydala již pátou básnickou sbírku s vlastními ilustracemi. Více o básnických sbírkách – viz anotace nebo též zde. Její výtvarná díla vznikají především v duchu tzv. expresního impresionismu se záměrem co nejrychleji zachytit a vystihnout emoci, dojem z krajiny, objektů a událostí.

## Publikační činnost (výběr)
- Štětkářová I, Urban P, Prochazka B, Lukas E: Somatosensory evoked potentials in workers exposed to toluene and styrene. British Journal of Industrial Medicine, 1993, 50: 520-527
- Štětkářová I, Halter JA, Dimitrijevic MR: Surface and epidural lumbosacral spinal cord evoked potentials in chronic spinal cord injury. Journal of Neurotrauma, 1993, 10(3): 315-326
- Štětkářová I, Leis AA, Stokic D, Delapasse JS, Tarrka I: Characteristics of the silent period following transcranial magnetic stimulation. American Journal of Physical Medicine and Rehabilitation, 1994, 73: 98-102
- Štětkářová I, Keller O, Ridzoň P, Havrdová E: Electrophysiological findings in patients with chorea Huntingtoni. (Elektrofyziologické nálezy u osob s Huntingtonovou choreou). Čes.a Slov. Neurol. Neurochir. 1996, 59/92 (1): 40-47 Hennerova cena České neurologické společnosti
- Štětkářová I, Kofler M, Leis AA: Cutaneous and mixed nerve silent periods in cervical syringomyelia. Clinical Neurophysiology, 2001, 112 (1): 78-85
- Stetkarova I, Wissel J, Kofler M: Influence of arm position on cutaneous silent periods in triceps brachii muscle. Muscle&Nerve, 1998, 21: 1593
- Stetkarova I: Nociceptive fingertip stimulation inhibits synergistic motoneuron pools in the human upper limb. Neurology 2000, 55 (9): 1305–1309
- Štětkářová I, Stejskal L, Kofler M: Tumors localized near the central sulcus may cause increased somatosensory evoked potentials. Clinical Neurophysiology, 2006, vol. 3, no. 117, s. 1359–1366.
- Štětkářová I, Šroubek J, Vrba I, Peregrin J, Havrdová E: Intrathecal baclofen bolus administration followed by pump implantation in treatment of severe spasticity in multiple sclerosis patients. (Jednorázové intratékální podání baclofenu a následné zavedení pumpového systému v léčbě těžké spasticity u osob s roztroušenou sklerózou). Čes a Slov. Neurol. Neurochir 2007, 70/103: 190-195
- Stetkarova I, Chrobok J, Ehler E, Kofler M: Segmental abdominal wall paresis caused by lateral low thoracic disc herniation. Spine 2007, 32(22):635-639
- Stetkarova I, Kofler M: Cutaneous silent periods in the assessment of mild cervical spondylotic myelopathy. Spine 2009, 34(1): 34-42
- Stetkarova I, Yablon SA, Kofler M, Stokic DS: Procedure- and device-related complications of intrathecal baclofen administration for management of adult muscle hypertonia: a review. Neurorehabil Neural Repair 2010, 24(7):609-619
- Štetkářová I, Ehler E, Jech R: Spasticita a její léčba. Praha: Maxdorf 2012. ISBN 978-80-7345-302-2
- Stetkarova I, Kofler M: Differential effect of baclofen on cortical and spinal inhibitory circuits. Clin Neurophysiol 2013, 124(2): 339-345
- Štětkářová I.: Mechanizmy spasticity a její hodnocení. Cesk Slov Neurol N 2013; 76/109(3): 267-280
- Stetkarova I, Brabec K, Vasko P, Mencl L: Intrathecal baclofen in spinal spasticity: Frequency and severity of withdrawal syndrome. Pain Physician 2015, 18(4): E633-641
- Štětkářová I a kol.: Moderní farmakoterapie v neurologii. Praha: Maxdorf 2015. ISBN 978-80-7345-453-1
- Štětkářová I a kol.: Moderní farmakoterapie v neurologii. 2. vydání. Praha: Maxdorf 2017. ISBN 978-80-7345-529-3
- Štětkářová I. (editorka hlavního tématu): Spinální neurologie. Neurol. praxi 2017; 18(6):367
- Ehler E, Ridzoň P, Štětkářová I a kol.: Neuromuskulární choroby v kazuistikách. Praha: Maxdorf 2019 ISBN 978-80-7345-612-2
- Štětkářová I a kol.: Spinální neurologie. Praha: Maxdorf 2019. ISBN 978-80-7345-626-9
- Štětkářová I a kol.: Moderní farmakoterapie v neurologii. 3. rozšířené vydání. Praha: Maxdorf 2021. ISBN 978-80-7345-706-8
- Štětkářová I a kol.: Bolesti hlavy v kazuistikách. Praha: Maxdorf 2022. ISBN 978-80-7345-736-5
- Štětkářová I a kol.: Spinální neurologie. 2. aktualizované a rozšířené vydání. Praha: Maxdorf 2024. ISBN 978-80-7345-774-7
- Štětkářová I a kol.: Moderní farmakoterapie v neurologii. 4. rozšířené vydání. Praha: Maxdorf 2024. ISBN 978-80-7345-803-4